# Matutin

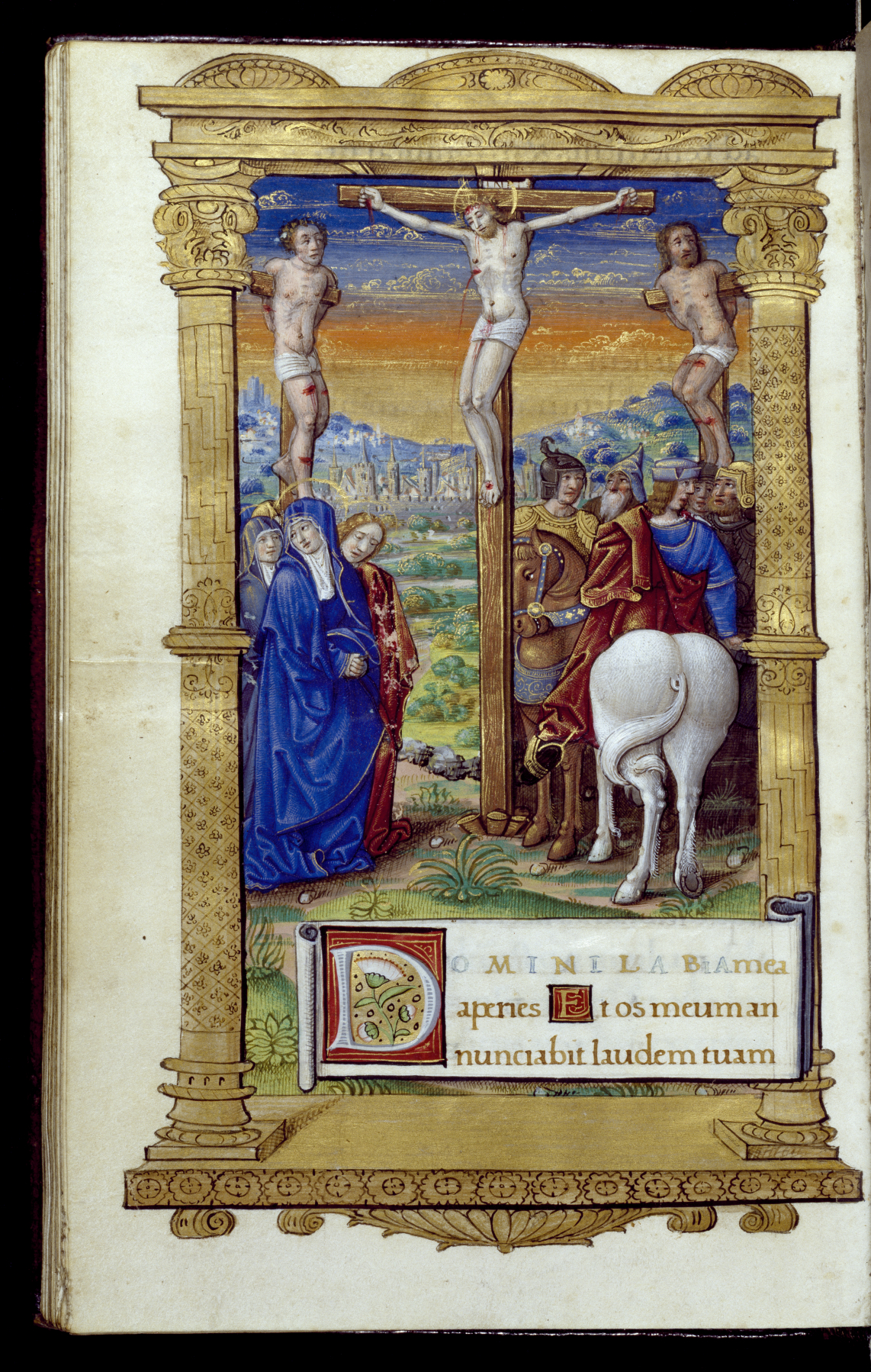
Seite aus dem Stundenbuch von Jean Pichore um 1520. Die Illumination mit der Initiale zeigt den Versikel des Invitatoriums.

Die Matutin(e) oder Mette(n) (lateinisch (hora) matutina; von matutinus „morgendlich“), auch Nachtoffizium oder Vigilien genannt, ist das Nachtgebet im Stundengebet der Liturgie. Gebetet wird die Matutin zwischen Mitternacht und dem frühen Morgen. Ihren Ursprung hat die Matutin in Nachtwachen (Vigiliae) der frühen Christen. Diese versammelten sich, um sich durch Fasten, Gebet und das Hören des Wortes Gottes auf ein Fest vorzubereiten. Von der lateinischen Bezeichnung Matutin leitet sich auch das deutsche Mette für einen nächtlichen oder frühmorgendlichen Gottesdienst ab.  
Der Teil des Breviers, der die Matutinen enthält, wird auch Matutinale oder Nocturnale genannt. Die vollständige Matutin wird heute nur noch in den kontemplativen Orden und von manchen Angehörigen des geweihten Lebens gebetet. Die Kartäuser feiern die Matutin als längste aller Horen in der Nacht, während sie in den meisten anderen kontemplativen Orden in etwas kürzerer Form am Morgen gefeiert wird.
Seit der Liturgiereform des Zweiten Vatikanischen Konzils enthält das Stundenbuch der Kirche die Lesehore, die zu jeder Zeit des Tages gebetet werden und morgens oder nachts zur Matutin bzw. zu Vigilien erweitert werden kann. Wie im Konzilsdokument Sacrosanctum Concilium über die heilige Liturgie gewünscht, bestehen diese Horen nun aus einer geringeren Anzahl an Psalmen und längeren Lesungen. Die Matutinen an den Kartagen werden als Karmetten oder Tenebrae bezeichnet. Auch die Vigil von Ostern, die Feier der Osternacht, folgt mit ihrer Lichtfeier und den langen Lesungen einer eigenen Liturgie.

## Ablauf
Die Vollform der Matutin besteht aus zwei oder drei Nokturnen und hat folgenden Ablauf:
Nach dem Eröffnungsversikel „Herr, öffne meine Lippen, damit mein Mund dein Lob verkünde“ wird im täglichen Stundengebet ein im Wechsel mit einer Antiphon responsorisch vorgetragener Psalm als Gebetseinladung (Invitatorium) gesungen, gefolgt von einem Hymnus des jeweiligen Tages. Hieran schließen sich zwei oder drei Abschnitte (Nokturnen) an. Jede Nokturn besteht aus mehreren Psalmen und einer anschließenden längeren Lesung. In der ersten Nokturn wird ein Abschnitt aus der Bibel gelesen und in der zweiten Nokturn ein anderer geistlicher Text, z. B. aus den Kirchenvätern. An Sonntagen und Hochfesten schließt sich eine dritte Nokturn an, in der anstelle der Psalmen biblische Cantica gesungen werden. Im Anschluss wird das Evangelium des Sonntags oder Hochfestes vorgetragen und das Te Deum gesungen. Den Abschluss der Matutin bildet das Tagesgebet.